# Алабердіно
Алабе́рдіно (рос. Алабердино) — село у складі Тюльганського району Оренбурзької області, Росія.

## Населення
Населення — 408 осіб (2010; 447 у 2002).
Національний склад (станом на 2002 рік):
- башкири — 97 %